# 86048 Saint-Tropez
86048 Saint-Tropez è un asteroide della fascia principale. Scoperto nel 1999, presenta un'orbita caratterizzata da un semiasse maggiore pari a 3,064768 UA e da un'eccentricità di 0,098195, inclinata di 9,949873° rispetto all'eclittica. Ha un diametro di 5,867 km e un periodo di rotazione di 3,442 ore.
Prende il nome da Saint-Tropez pittoresca città del sud della Francia.